# 란데크군

란데크군의 위치

란데크군(독일어: Bezirk Landeck)은 오스트리아 티롤주에 위치한 군으로 행정 중심지는 란데크이며 면적은 1,595km2, 인구는 43,886명(2015년 기준), 인구 밀도는 28명/km2이다. 서쪽으로는 포어아를베르크주 블루덴츠군, 동쪽으로는 임스트군, 북쪽으로는 로이테군과 접하며 남쪽으로는 스위스 그라우뷘덴주, 이탈리아 남티롤(볼차노도)과 국경을 접한다.

## 하위 행정 구역
1개 도시, 29개 일반 시를 관할한다.
- 도시
  - 란데크(Landeck)
- 일반 시
  - 파겐(Faggen)
  - 펜델스(Fendels)
  - 피스(Fiss)
  - 플리스(Fließ)
  - 플리르슈(Flirsch)
  - 갈튀어(Galtür)
  - 그린스(Grins)
  - 이슈글(Ischgl)
  - 카플(Kappl)
  - 카우너베르크(Kaunerberg)
  - 카우너탈(Kaunertal)
  - 카운스(Kauns)
  - 라디스(Ladis)
  - 나우더스(Nauders)
  - 페트노이암아를베르크(Pettneu am Arlberg)
  - 푼츠(Pfunds)
  - 피안스(Pians)
  - 프루츠(Prutz)
  - 리트임아를베르크(Ried im Oberinntal)
  - 장크트안톤암아를베르크(Sankt Anton am Arlberg)
  - 쇤비스(Schönwies)
  - 제(See)
  - 제르파우스(Serfaus)
  - 슈피스(Spiss)
  - 슈탄츠바이란데크(Stanz bei Landeck)
  - 슈트렝겐(Strengen)
  - 토바딜(Tobadill)
  - 퇴젠스(Tösens)
  - 참스(Zams)